# Chapelle Saint-Julien de Saint-Bertrand-de-Comminges

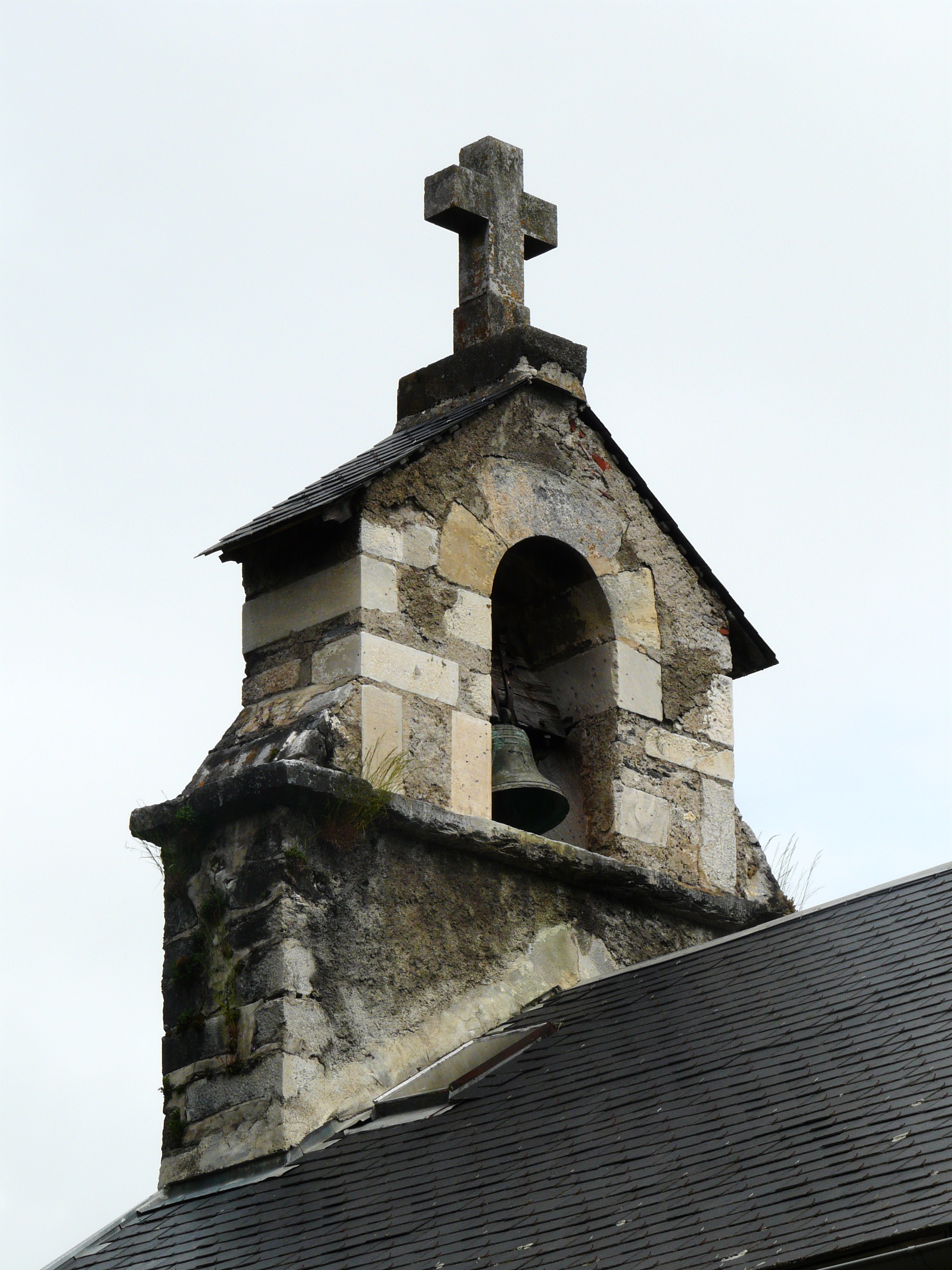
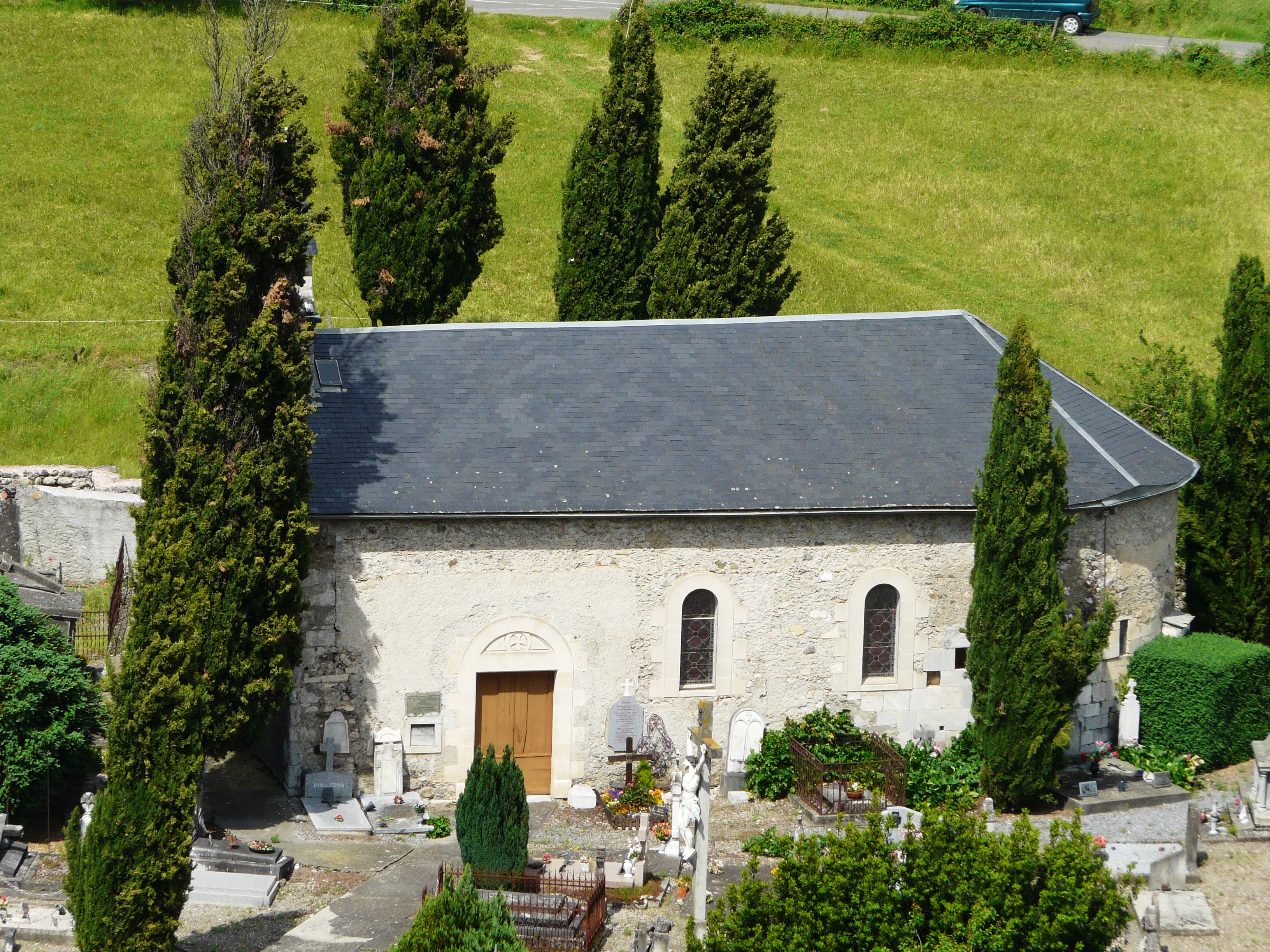
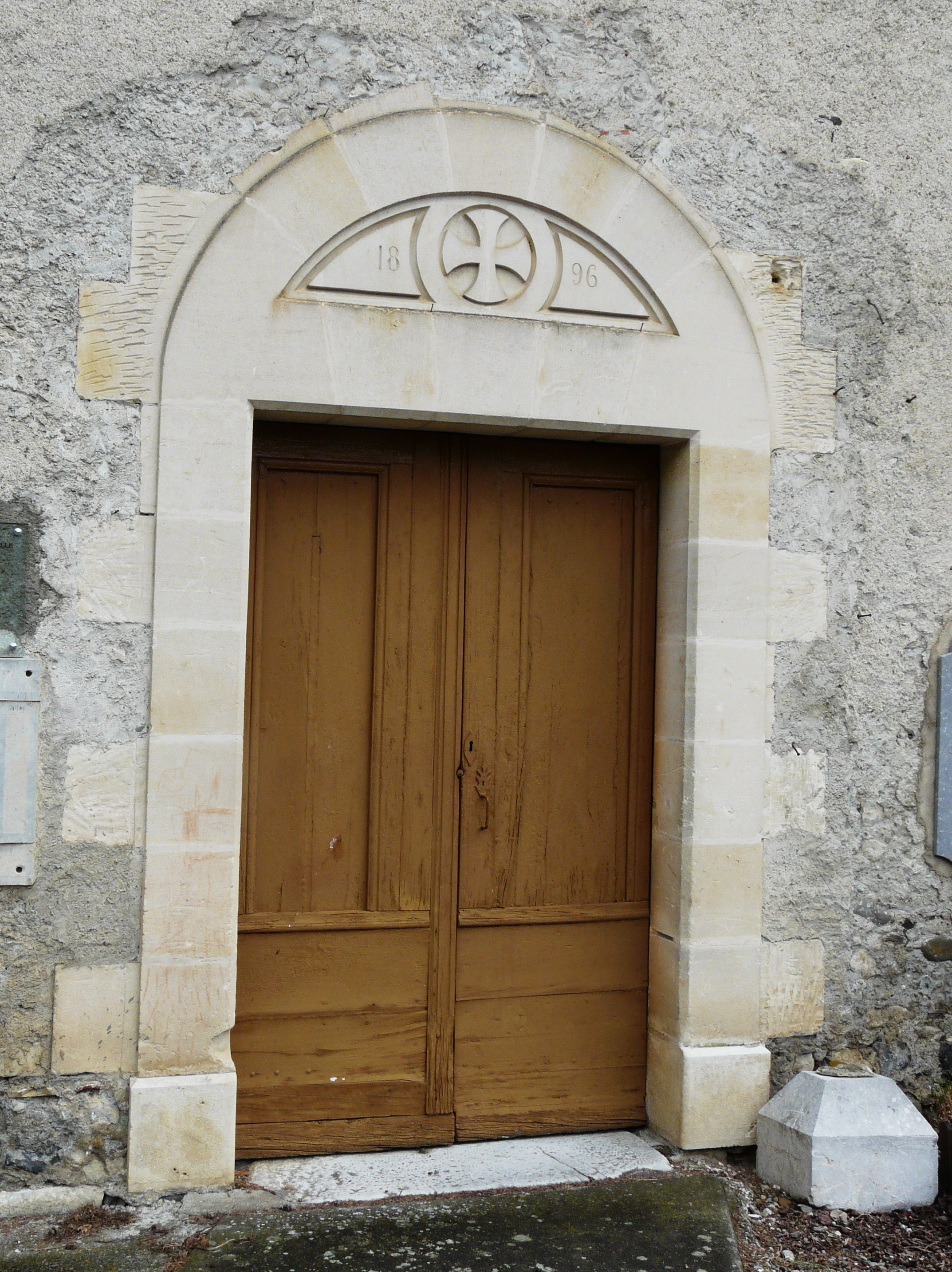

La chapelle Saint-Julien de Saint-Bertrand-de-Comminges est un édifice catholique situé à Saint-Bertrand-de-Comminges dans le département de la Haute-Garonne en région Occitanie.

## Localisation
La chapelle Saint-Julien est située sur la commune de Saint-Bertrand-de-Comminges, rue de la chapelle Saint-Julien.

## Historique
La chapelle Saint-Julien est édifiée sur un site christianisé de longue date : à proximité se trouvent les vestiges d'une basilique paléo-chrétienne qui confirme l’existence d’une communauté que la tradition fait remonter à la fin du IIIe siècle. En outre la fonction funéraire du site est attestée dès le VIe siècle. 
Sa première construction remonte au XIIe siècle comme en témoigne le mur de son abside composé d'un appareil en tout point similaire à celui de la cathédrale de Saint-Bertrand. Cependant, les sources ne l'attribuent à saint Julien qu’à partir du XVIe siècle. 
Cette attribution est à mettre en relation avec celle de l'église Saint-Julien-le-Pauvre de Paris qui était au Moyen Âge la chapelle de l'hôpital des pèlerins de Compostelle. Ce saint Julien l'Hospitalier est un saint légendaire, patron des charpentiers, des hôteliers et des passeurs dont les attributs sont le faucon ou l'épée. Surnommé aussi le Pauvre, il est invoqué comme patron de chapelles d'hospices de pèlerinage. Un hôpital destiné aux pèlerins est d'ailleurs accolé à l’église au début du XVIIe siècle.
La chapelle a été reconstruite au XIXe siècle sur les restes de cet ancien bâtiment roman dont seule subsistait l'abside avec ses trois contreforts.

## Description
Le bâtiment est à nef unique avec un mur-clocheton aveugle en façade, entrée latérale et chevet avec abside en hémicycle. Le soubassement de ce dernier présente des dalles de marbre blanc, morceaux de sarcophages ou plaques de chancel. Certaines d’entre elles sont munies de marques de tâcherons. 

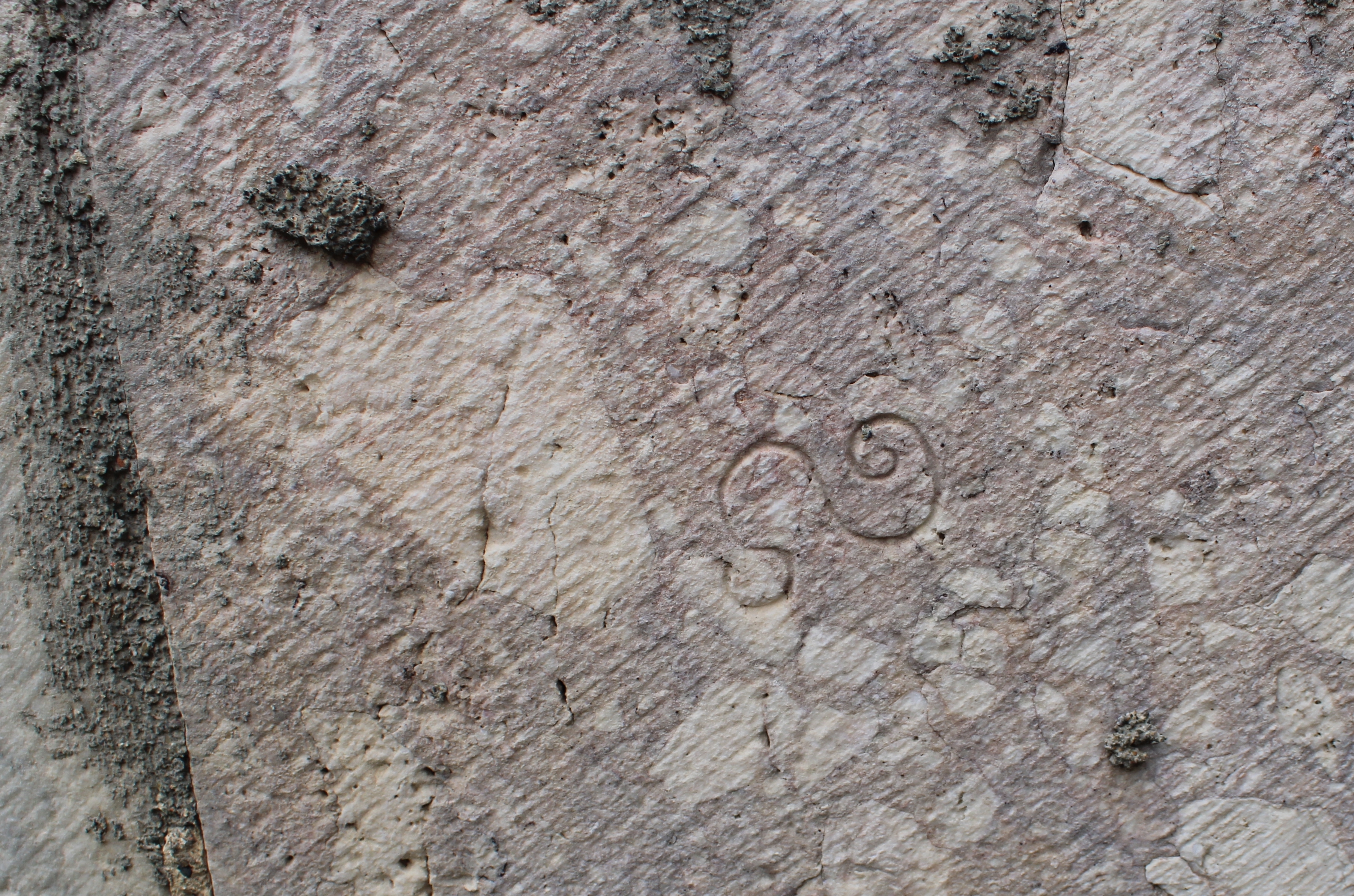
Marque de tâcheron sur une pierre de la chapelle Saint-Julien.
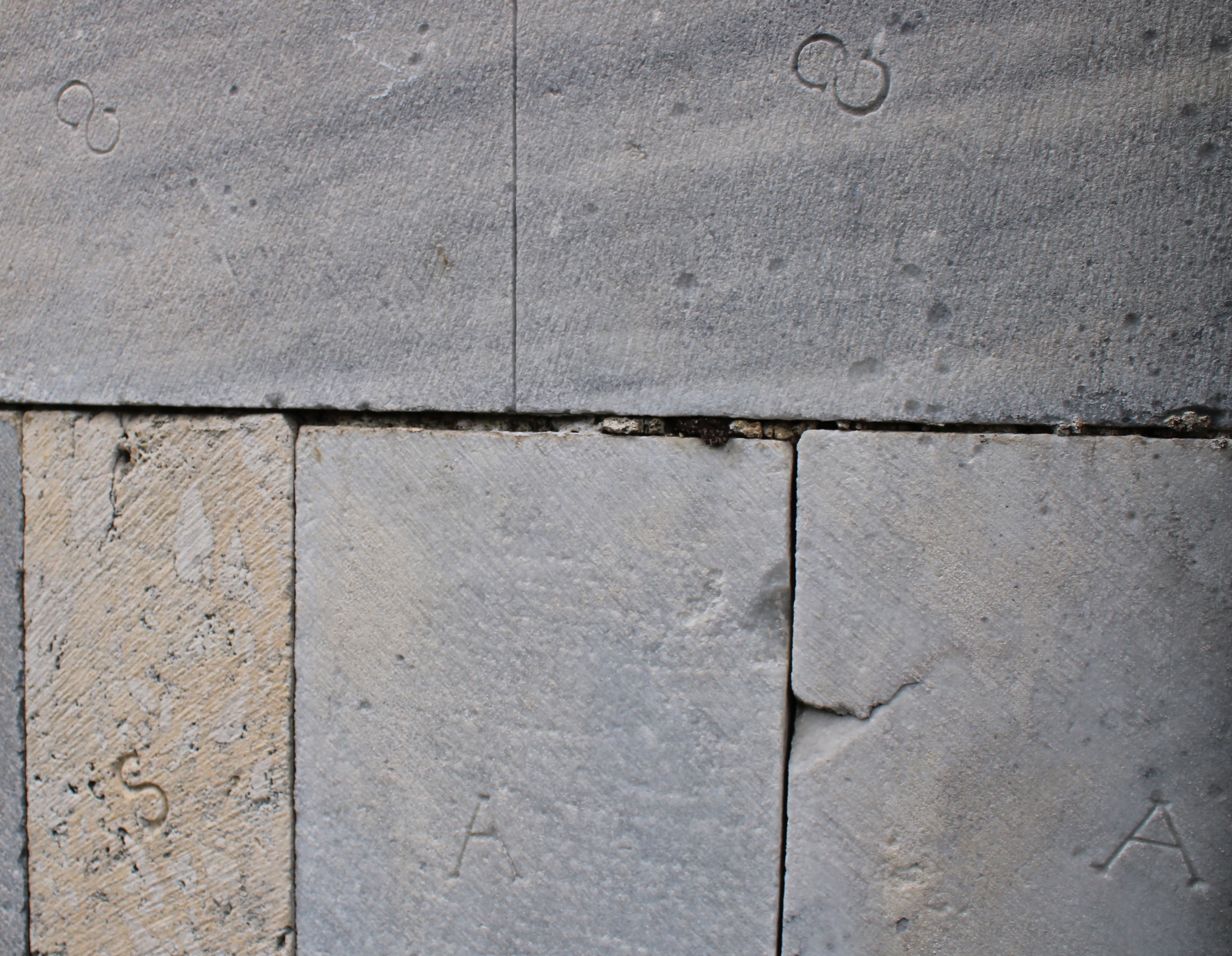
Deux marques de tâcherons sur les pierres de la chapelle Saint-Julien.

Depuis 1998, la chapelle est inscrite au patrimoine mondial de l'humanité au titre des « chemins de Compostelle en France » ,.

## Usage contemporain
Outre le culte, la chapelle est aussi dédiée à des manifestations culturelles (concerts, expositions).